# Kawarna

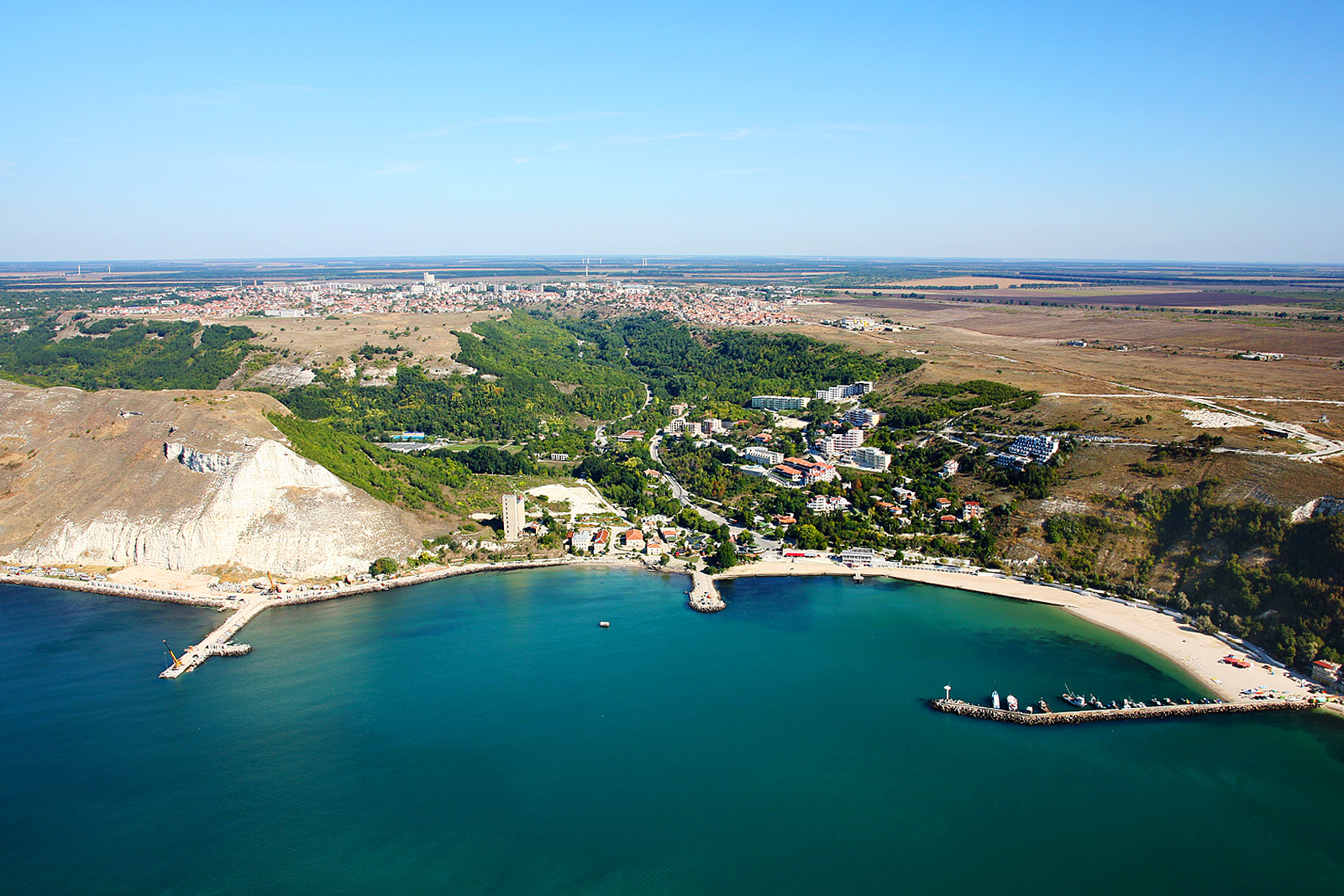
Kawarna aus der Vogelperspektive – Blick von Süden auf die Bucht von Kawarna

Kawarna (bulgarisch Каварна) ist eine Stadt und ein Urlaubsort an der nordbulgarischen Schwarzmeerküste. Sie liegt in der Süddobrudscha, im östlichsten Teil der bulgarischen Donautiefebene an der E 87 in der Oblast Dobritsch und ist das administrative Zentrum der gleichnamigen Gemeinde Kawarna. Die Stadt liegt 64 km nördlich von Warna und 50 km südöstlich von Dobritsch. Kawarna hat ungefähr 11.000 Einwohner.
Die Stadt ist 2 km vom Meer entfernt und liegt auf einem hohen Plateau der Dobrudscha. Drei Kilometer südlich des Stadtzentrums liegen der Strand von Kawarna (43° 24′ 48″ N, 28° 21′ 23″ O) und einige Wohn- und Industriegebiete. Sie liegen wie eine Arena, die sich nach Süden zu einer kleinen Bucht mit einem künstlich aufgeschütteten Sandstrand öffnet. Die Westseite dieser Bucht wird von einem 110 m hohen Kalkfelsen, dem Kap Tschirakman (bulg. нос Чиракман, 43° 24′ 44″ N, 28° 20′ 56″ O), begrenzt. Das Kap liegt unmittelbar am Hafen. Außer dem Badestrand befinden sich in der Bucht ein kleiner Yachthafen und eine Fischereibasis. In die Bucht mündet ein kleiner Fluss, das letzte Stück fließt er von der Stadt kommend 2 km durch einen Waldstreifen bis zum Strand. Dieser Waldstreifen wird als das „Tal der Goldammer“ (bulgarisch Долината на авлигите; Dolinata na awligite) bezeichnet.

## Geografie
Kawarna liegt auf halber Strecke zwischen Baltschik im Westen (15 km) und Kap Kaliakra im Südosten (13 km). Der kleine Schwarzmeer-Urlaubsort Rusalka befindet sich 14 km weiter östlich. Wie in der gesamten Dobrudscha ist das Land dort flach. Die Küste der Gemeinde Kawarna ist insgesamt 42 km lang. Sie besteht zu einem Großteil aus Steilküste, die stark von der Küstenerosion gefährdet ist.
| Гурково (Dorf Gurkovo)                          | Могилище (Mogilishte an Landstraße 296)     | Раковски (Dorf Rakovski)               |
| Балчик (Baltschik an E 87)                      | Kompassrose, die auf Nachbargemeinden zeigt | Хаджи Димитър (Hadzhi Dimitar an E 87) |
| Божурец (Badeort Bozhurets und Thracian Cliffs) | Каварна (Kawarna Hafen und Strand)          | Нос Калиакра (Kap Kaliakra)            |

Im 1. Jahrhundert v. Chr. hat ein starkes Erdbeben das dort befindliche Kap Tschirakman weitgehend zerstört. Das damalige wesentlich größere Kap versank zusammen mit einem Teil der dort befindlichen griechischen Kolonie im Meer. Damals reichte das Kap noch ein großes Stück weiter nach Süden ins Meer. Die nachfolgende Küstenerosion hat es weitgehend abgetragen. Heute sind nur noch einige schwer zugänglich Reste vom Kap Tschirakman übrig. Auf dem Plateau des heutigen Kaps stehen noch die Ruinen einer ehemaligen Festung mit dem dazugehörigen Gräben, der Kirche und eine Nekropole. Dort werden immer noch archäologische Grabungen durchgeführt, ebenso wird das Gebiet vor der Küste archäologisch erforscht (Unterwasserarchäologie). Heute fällt das Kap Tschirakman steil zum Meer ab.
In der Region gibt es zahlreiche Wasserquellen, dort wird auch Mineralwasser industriell abgefüllt.

## Etymologie
Nach der Eroberung der Region durch die Bulgaren im 7. Jahrhundert wurde der antike griechische Name Krounoi für die benachbarte Stadt (heute Baltschik) durch den ähnlich klingenden bulgarischen Namen Karvuna (Karwuna) ersetzt. Der Name Despotat Karwuna (oder Despotat Dobrudscha) bezog sich auf die Stadt Karwuna (heute Baltschik). Die Ähnlichkeit des Namens der heutigen Stadt Kawarna mit dem Namen Karwuna verleitete manche Heimatforscher dazu, beide gleichzusetzen. Die archäologischen und historischen Fakten stützen jedoch nicht diese These.
Der heutige Name Kawarna wurde erstmals im frühen 15. Jahrhundert schriftlich erwähnt. Möglicherweise war er phonetisch von den Städtenamen Karvuna (heute Baltschik) und Warna beeinflusst.

## Geschichte

### Antike

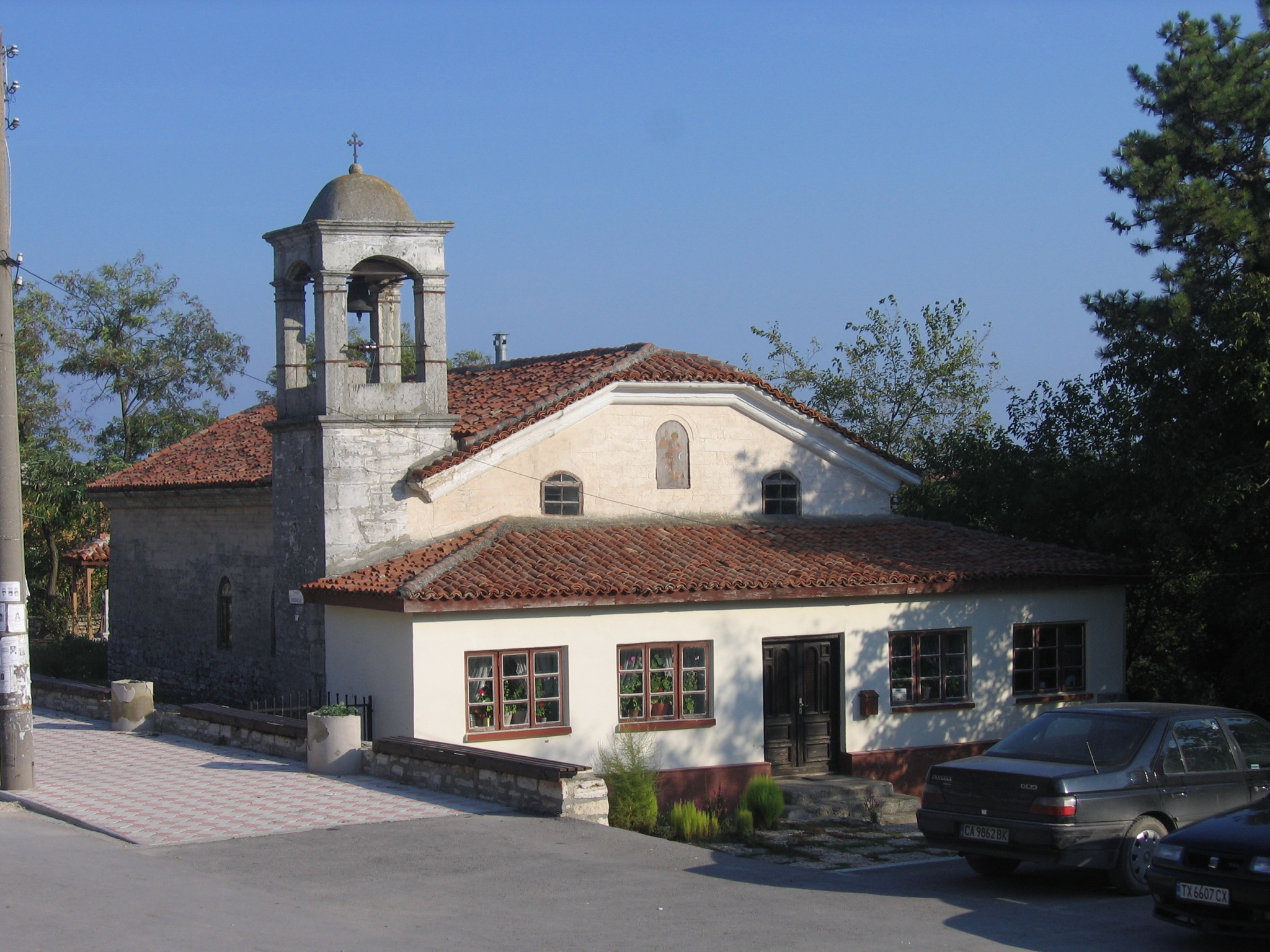
St.-Georgs-Kirche in Kawarna

Die Region war ununterbrochen vom 3. Jahrtausend v. Chr. bis zur Mitte des 17. Jahrhunderts besiedelt. Kawarna wurde im 5. Jahrhundert v. Chr. von griechischen Kolonisten gegründet, die aus Mesambria (heute Nessebar) kamen – ebenfalls eine griechische Kolonie. Sie gründeten die Kolonie Bisone (auch Byzone oder Bizone geschrieben) auf dem Plateau des Kaps Tschirakman. Dort gab es reichlich Quellen und, wie in der gesamten Dobrudscha, fruchtbaren Boden.
Während des 3. und 2. Jahrhunderts v. Chr. siedelten sich Skythen in der Region an und die Stadt spielte eine wichtige Mittlerrolle zwischen den thrakischen Siedlungen der Region, den ansässigen griechischen Kolonisten und den Händlern von der Inseln Rhodos, aus den Städten Herakleia Pontike und Sinop, aus Ägypten und anderen Regionen.
Wegen der felsigen Steilküste war die Gegend für den Bau von Kaimauern zwar ungeeignet, trotzdem zog die Region aber den Schiffshandel aus dem Mittelmeer und dem Schwarzen Meer an, weil dort in der Dobrudscha viel Getreide von hoher Qualität, besonders Weizen, erzeugt und gehandelt wurde.
In der zweiten Hälfte des 1. Jahrhunderts v. Chr. versank ein Teil des Dorfes während eines verheerenden Erdbebens im Schwarzen Meer. Bei diesem Erdbeben brach das Endstück des Kaps Tschirakman ab und riss auch einen Teil der Bewohner mit in den Tod. Im 2. und 3. Jahrhundert n. Chr. blühte die Siedlung jedoch wieder auf.
Eine archäologische Unterwasserexpedition vor Kawarna unter Leitung von Asen Emilow Salkin, dem Direktor des städtischen historischen Museums, fand 2005 heraus, dass die römische Stadt Bisone (heute Kawarna) sogar zweimal mit ihren Wohngebieten im Meer versunken war. Davon zeugten die gefundenen Werksteine und Teile der Mauern, die unter Wasser gefunden worden waren. Diese Funde wurden auf das 2. Jahrhundert n. Chr. datiert. Der beim zweiten Mal versunkene Wohnbezirk hatte nach Meinung von Asen Salkin nichts mit dem beim Erdbeben im 1. Jahrhundert v. Chr. versunkenen Wohnbezirk zu tun, das vom griechischen Geographen Strabon und vom römischen Geographen Pomponius Mela beschrieben worden war.
Die Unterwasserfunde bezeugen auch, dass zwischen dem 1. und 2. Jahrhundert n. Chr. der Meeresspiegel um 4 m gesunken war und dann wieder anstieg. Ursache war wahrscheinlich eine tektonische Anhebung der Region und später wieder ein sehr schnelles Absinken, das dann die tiefergelegenen Küstengebiete von Bison überschwemmte, so dass sie sich heute unter Wasser befinden. Der rumänische Archäologe Banu stellte 1973 fest, dass der Meeresspiegel des Schwarzen Meeres an der Küste der Dobrudscha zeitweise 4 m tiefer als heute lag. Das Absinken des Meeresspiegels begann im 1. und 2. Jahrhundert n. Chr. und erhöhte sich dann wieder auf das heutige Niveau. Damit werden die Funde von Siedlungsresten vor der heutigen Schwarzmeerküste erklärt.
Während der Römerzeit wurde die Stadt unter dem gleichen Namen wieder aufgebaut und erlebte eine Blütezeit, wozu auch der Hafen beitrug. Die antike Römerstraße Via Pontica führte auch über Bisone.

### Mittelalter
Im 7. Jahrhundert n. Chr. zerstörten die aus Norden einwandernden Bulgaren unter Khan Asparuch die byzantinische Stadt und gründeten später in ihrem ersten Bulgarenreich die Siedlung Karwuna (heute Baltschik) als neue Siedlung.
Im späten Mittelalter wuchs die Siedlung weiter und war den Angriffen der Tataren ausgesetzt. Im 14. Jahrhundert wurde die Stadt unter den Despoten Balik und Dobrotiza Teil des Despotats Dobrudscha, das de facto aus dem Zweiten Bulgarischen Reich der Terter-Dynastie (Haus Terter) ausgetreten war. Im 14. Jahrhundert waren Karwuna (heute Baltschik) und Kaliakra die beiden wichtigsten Städte des Despotats Dobrudscha.
Nach anderen Angaben handelt es sich bei der mittelalterlichen christlichen Stadt Karwuna, mit ihrem Getreidehafen, um das heutige Kawarna und die Umbenennung vollzog sich im 15. Jahrhundert. Aus dieser Zeit sind in Kawarna ein türkisches Bad, eine Brücke, Trinkbrunnen, Kirchen und zahlreiche Inschriften erhalten.
Die osmanischen Türken zerstörten 1397 die Stadt fast vollständig. Sie wurde danach von ihren Bewohnern aufgegeben, jedoch im 17. Jahrhundert neu besiedelt.
In der Antike und im Mittelalter war die Stadt ein ökonomisches und kulturelles Zentrum, davon zeugen heute noch die Überreste der Festungsmauer, einer frühchristlichen Basilika, einer mittelalterlichen Kirche und von öffentlichen Gebäuden.
In der Region wurden Münzen verschiedener historischer Epochen gefunden, ebenso Goldschmuck, ein thrakischer Goldschatz (nicht zu verwechseln mit dem berühmten Goldschatz von Panagjurischte).

### Neuzeit
Zwischen dem 15. und 19. Jahrhundert wurde die Stadt unter dem Namen Kawarna als christliche Siedlung und Getreideausfuhrhafen bekannt. Aus dieser Zeit stammen die Reste eines türkischen Bades, einer mittelalterlichen Nekropole, Fontänen, eine christliche Kirche und viele Inschriften.
Der Priestermönch (Hieromonachos) Jewstatij Rilsski (Евстатий Рилски) gründete 1868 die erste bulgarische Schule (bulgarische Klosterschule) von Kawarna.
Während des Russisch-Osmanischen Krieges (1877–1878) erhoben sich die christlichen Bewohner der Stadt, Bulgaren und Gagausen gleichermaßen, gegen die irregulären osmanischen Truppen (Başı Bozuk) und gegen die für die Osmanen kämpfenden Tscherkessen-Truppen. Der Aufstand wurde niedergeschlagen und die Stadt von den Türken vollständig niedergebrannt.
Die Tschitalischte Saglasie wurde 1890 gegründet.
Nach der Erlangung der Unabhängigkeit vom Osmanischen Reich gehörte die Stadt zum Fürstentum Bulgarien. Seit Beginn des 20. Jahrhunderts erlebt Kawarna einen schnellen Aufschwung als wirtschaftliches und kulturelles Zentrum.
Von 1913 bis 1940 gehörte die Stadt zu Rumänien, da die vorher zu Bulgarien gehörende Süddobrudscha nach dem Zweiten Balkankrieg durch Rumänien (im Friedensvertrag von Bukarest) annektiert wurde. Die lokale bulgarische Bevölkerung leistete während der Zeit der Zugehörigkeit zu Rumänien teilweise Widerstand gegen die rumänische Obrigkeit. Dieser Widerstand war von 1923 bis 1940 auch in der Inneren Dobrudschanischen Revolutionären Organisation gebündelt. Mit dem Vertrag von Craiova wurde die Süddobrudscha und damit auch Kawarna 1940 wieder an Bulgarien abgetreten.
Seit 2005 ist die Stadt Namensgeber für die Kavarna Cove, eine Bucht der Livingston-Insel in der Antarktis.

## Wirtschaft

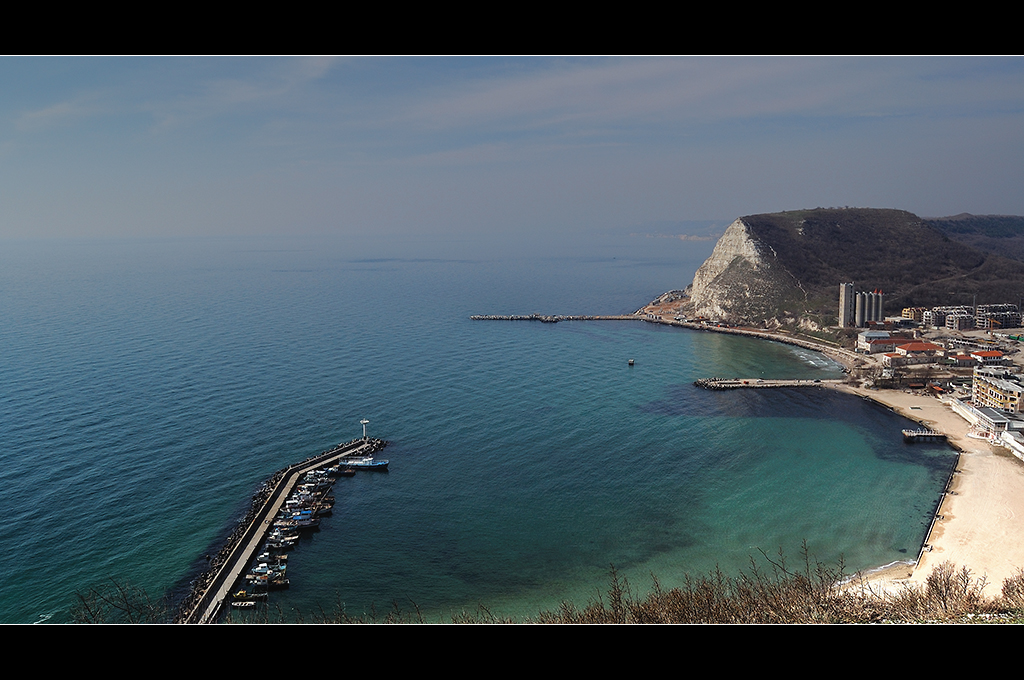
Bucht von Kawarna

Die größte und wichtigste Einkommensquelle der Stadt und der Gemeinde Kawarna ist die Landwirtschaft.
Auf den reichlich vorhandenen, fruchtbaren Böden werden hauptsächlich Getreide, Tierfutter und technische Kulturen (besonders Sonnenblumen) angebaut, es gibt auch etwas Viehzucht, Wein- und Obstanbau.
Eine weitere Einnahmequelle ist der Fischfang. Die in das Schwarze Meer eingewanderten essbaren Schnecken Rapana venosa wurden dort bis vor kurzem mittels Schleppnetzfischerei gefangen. Die Schnecken werden jetzt industriell in Meeresfarmen gezüchtet, da in Bulgarien vor kurzem die Schleppnetzfischerei verboten wurde, um die weitere Schädigung des Meeresbodens mit seiner Flora und Fauna zu verhindern.
Der größte Industriebetrieb in Kawarna ist die Kamash Kavarna Aktiengesellschaft, die Bagger und Beladeausrüstungen herstellt. Der Betrieb ist im Besitz der italienischen Industriekammer. Im Werk sind 85 Menschen beschäftigt.
Ein anderer größerer Betrieb in Kawarna ist Kalazerka (bulg. Калацерка – Каварна) – ein Möbelhersteller. Weitere drei Firmen stellen Aluminium- und PVC-Fensterrahmen her. Es gibt einen Betrieb zum Abfüllen von Mineralwasser (Izvor Aktiengesellschaft) und einige Näh- und Strickbetriebe.
Im Windpark von Kawarna stehen zahlreiche Windkraftanlagen, die eine Gesamtkapazität von über 350 Megawatt haben und damit führend in Bulgarien sind.
Das Dobrudscha-Steinkohlenbecken (bulg. Добруджански басейн) wird auf 1,2 Mrd. Tonnen geschätzt. Es liegt nördlich von Kawarna und Baltschik. Diese Kohle hat einen hohen Heizwert von ca. 25 – 29,3 MJ/kg und befindet sich in einer Teufe von 1500 bis 2700 Metern. Es wurden über 60 Kohleflöze gefunden. Die Ausbeutung wird aber durch fünf Wasserhorizonte erschwert. Diese Kohle ist zum Verkoken sehr gut geeignet.
Die britische Explorationsfirma Melrose Resources hat 2008 bei Kawarna ein Erdgasvorkommen mit geschätzten 2,4 Mrd. m² entdeckt. Die Erdgaslagerstätte liegt vor der Küste von Balgarewo, 5 km östlich von Kawarna.
Die Gasversorgung in Kawarna erfolgt durch diese Erdgaslagerstätte direkt vor der Küste des benachbarten Dorfes Balgarewo und wird noch viele Jahre reichen. Die Umstellung auf Gas erfolgte in Kawarna ab 1996. Alle öffentlichen Gebäude in Kawarna werden mit Gas beheizt. Auch 80 % der privaten Haushalte sind an das Gasnetz angeschlossen. Die Erdgasversorgung erfolgt durch Kawarna Gas, ein Gemeinschaftsunternehmen von Neft i gas, Tasi und der Gemeinde Kawarna. Der jährliche Gasverbrauch von Kawarna beträgt 3 Millionen m³.
Bereits in den 1950er-Jahren waren bei geologischen Sondierungen Erdölvorkommen in der Region von Kawarna und Schabla entdeckt worden.

## Tourismus

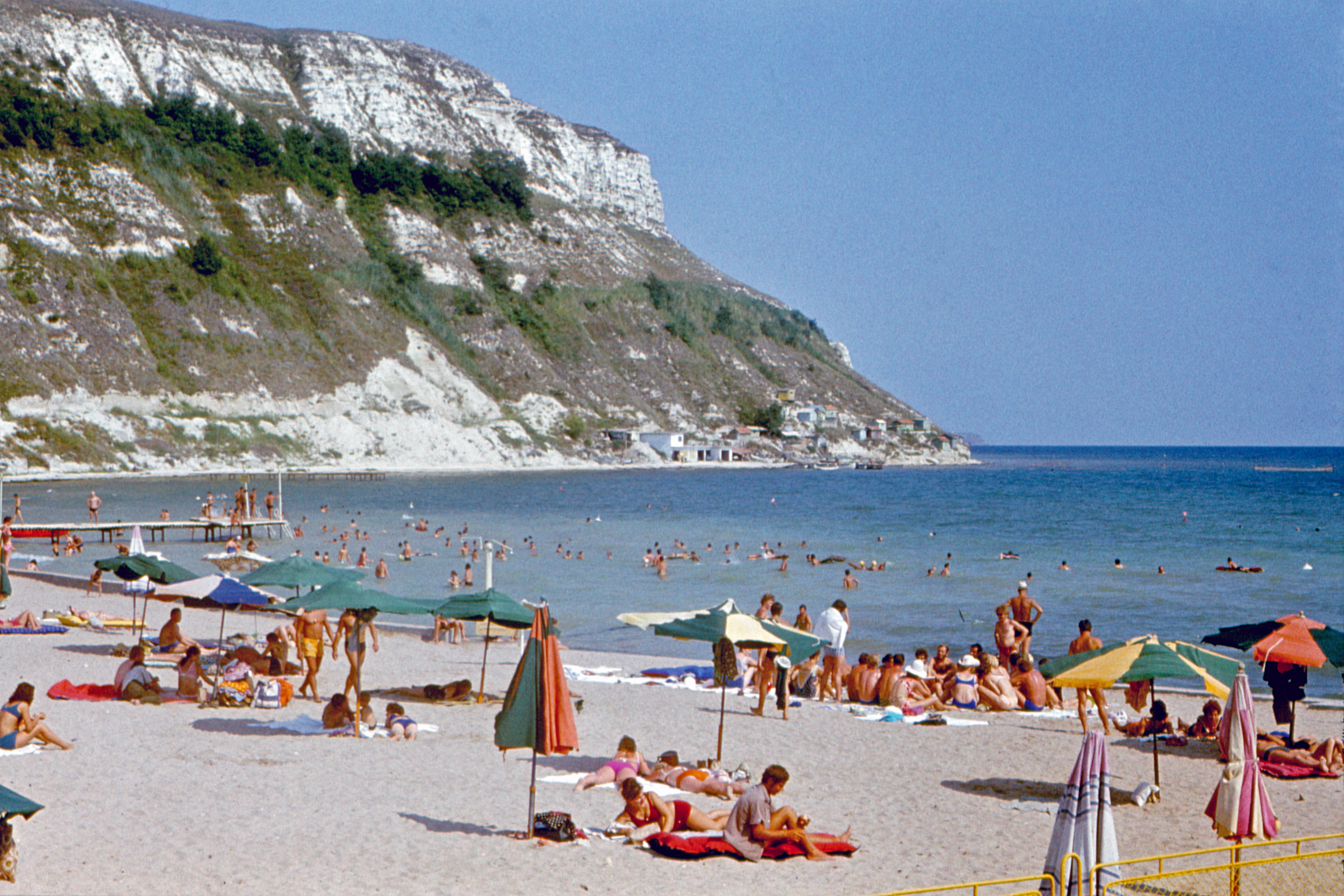
Steilküste und Strandbad von Kawarna im August 1972

Ab den 1960er Jahren ließ das staatliche bulgarische Reisebüro Balkantourist (bulgarisch Балкантурист) an der Küste von Kawarna Ferien- und Erholungseinrichtungen errichten. Dazu gehörte ein Campingplatz, eine Bungalowsiedlung, ein mehrstöckiges Strandrestaurant und einige kleinere Restaurants.
Den Campingplatz benutzten vorwiegend Touristen aus der DDR, der ČSSR, aus Polen und aus Ungarn. In den sehr einfach gehaltenen Bungalowhäuschen, in denen nur zwei Betten standen, fanden Jugendliche aus der DDR ihre Unterkunft. Diese 14-tägigen Reisen einschließlich der Flugreise bis Warna und der Vollverpflegung (Vollpension) sowie Ausflüge nach Albena, nach dem Schlosspark von Baltschik und zum Kap Kaliakra hatte Jugendtourist organisiert und mit 625 M günstig angeboten. In diesem Preis war auch ein Taschengeld in bulgarischer Währung enthalten.

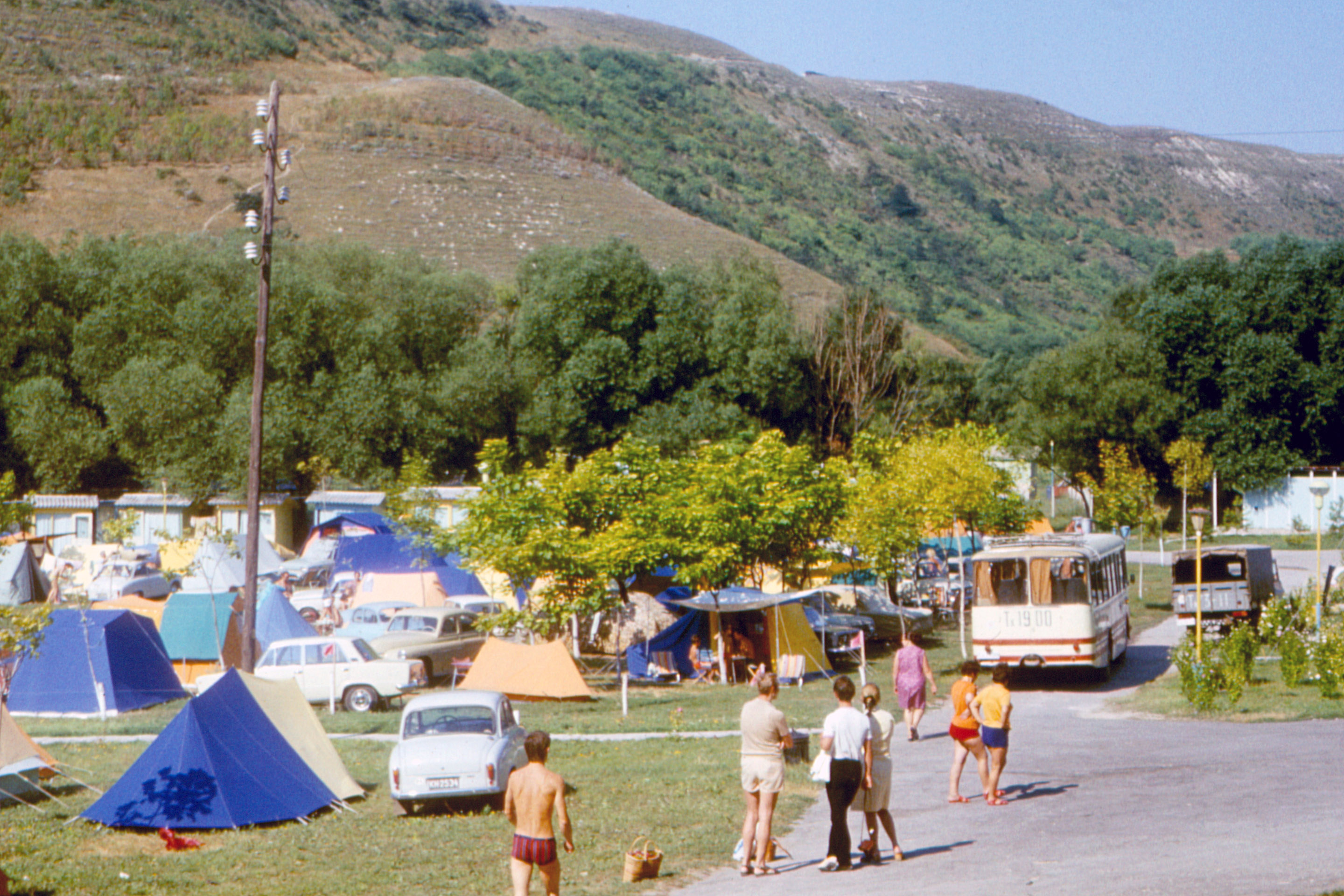
Der Campingplatz von Kawarna im August 1972

Die Stadt setzt ihre Hoffnung auf die Entwicklung des Tourismus, da sie unmittelbar am Schwarzen Meer liegt. Gegenwärtig besteht allerdings der Strand von Kawarna nur aus einem schmalen, künstlich aufgeschütteten Sandstreifen. Die Konkurrenz gegen die etablierten „Bettenburgen“ von Albena (30 km südwestlich), Goldstrand (40 km südwestlich) und Sweti Konstantin und Elena (43 km südwestlich) ist jedoch schwer. Diese haben einen wesentlich schöneren Strand zu bieten, liegen dichter zum Internationalen Flughafen Warna und haben seit 1960/70 eine ausgebaute touristische Infrastruktur.
Auch die Entwicklung des Golftourismus wird als Strategie verfolgt. In der unmittelbaren Umgebung von Kawarna gibt es drei Golfplätze:
- Golfplatz „Thracian Cliffs“ (bulg. Тракийски скали/Trakijski skali), 18-Loch-Golfplatz, entworfen von Gary Player. Der Riesenkomplex umfasst auch einen Yachthafen, Luxusapartments und Gästevillen.
- „Black Sea Rama Golf & Country Club“, 18-Loch-Golfplatz, entworfen von Gary Player
- „Kaliakra Golf and Sea complex“

Die Schwarzmeerküste in der Umgebung von Kawarna wurde bisher für den gehobenen Tourismus nur wenig erschlossen. Die Besucher sind größtenteils Individualtouristen die abseits der Touristenmassen Erholung suchen.
In den letzten Jahren jedoch wurde die nördliche bulgarische Schwarzmeerküste, wozu auch Kawarna zählt, intensiv mit Ferienanlagen und Ferienhäusern ausgebaut, da die Investoren hier ein großes Entwicklungspotential voraussehen. Speziell in und um Kawarna sind bulgarische, bulgarisch-schwedische, bulgarisch-britische und bulgarisch-französische Firmen sehr aktiv beim Bau von Ferienhäusern, Urlaubs- und Hotelkomplexen.

## Kultur

### Rockfestival

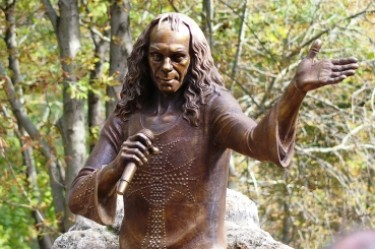
Denkmal zu Ehren Ronnie James Dio

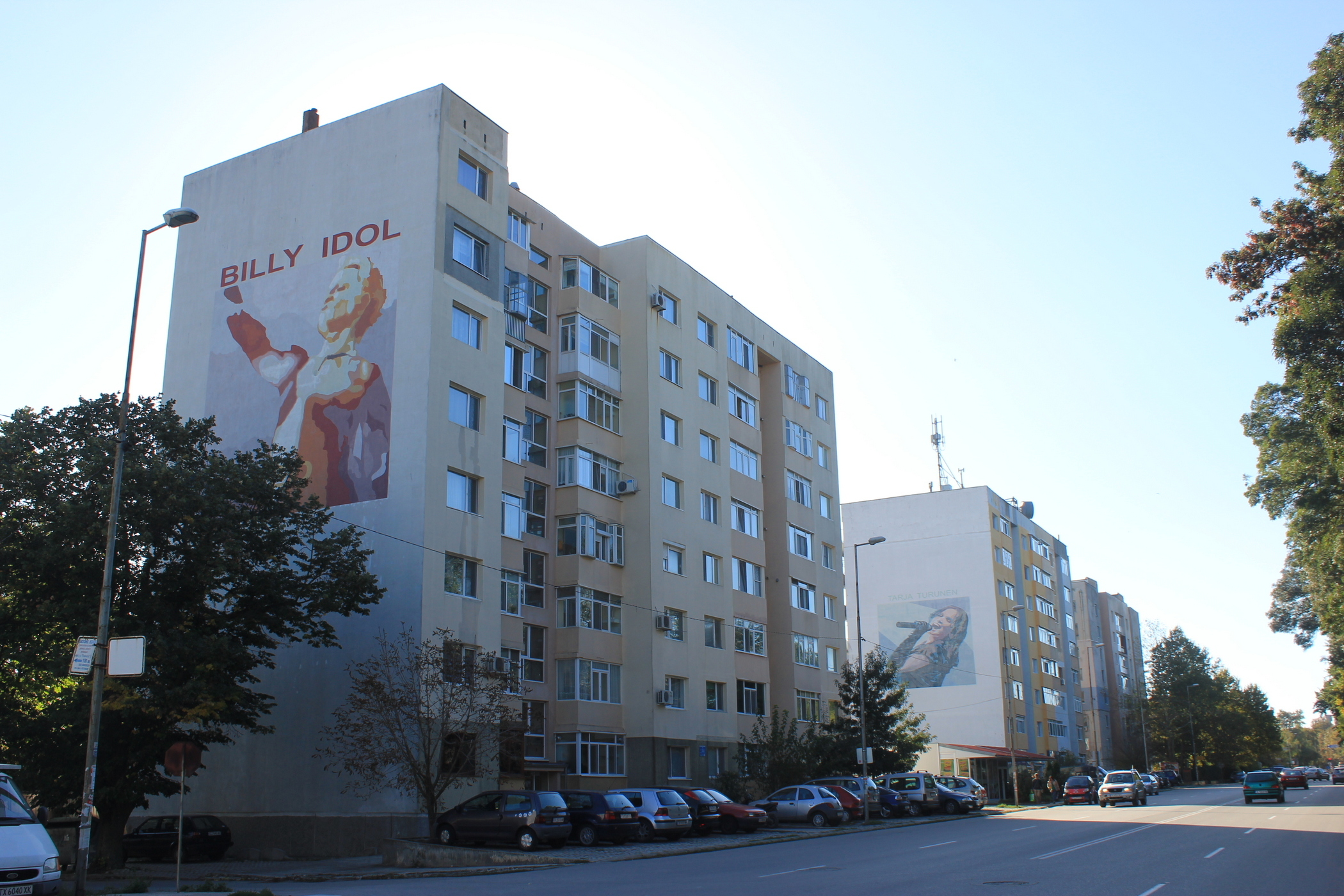
Wandbild von Billy Idol an einem Wohnblock

Eine weitere Strategie, um zusätzlich Touristen nach Kawarna anzuziehen, ist das Rockfestival von Kawarna, mit dem auch die Touristensaison verlängert wird.
Seit 2006 wird von der Gemeinde Kawarna jährlich im Sommer das Heavy-Metal-, Hard-Rock- und Rock-’n’-Roll-Festival Kavarna Rock Festival (bulg. Каварна Рок Фест), bis 2009 unter dem Namen Kaliakra Rock Festival, im Kaliakra Stadium von Kawarna (43° 25′ 41″ N, 28° 19′ 51″ O) organisiert. Dort treten unter anderen weltweit bekannte Bands auf. Auch außerhalb dieses Festivals treten auf Initiative des Bürgermeisters Zonko Zonew, der dafür den Spitznamen „Rock-Bürgermeister“ bekam, regelmäßig international bekannte Bands in Kawarna auf, wobei er dem sparsamen Prinzip folgt, Gruppen einzuladen, die gerade ein Konzert in den Nachbarländern von Bulgarien gegeben haben, um die Reisekosten so gering wie möglich zu halten; bzw. versucht er die Konzerte über Sponsoren zu finanzieren. Das Kawarna Rock Festival steht in erfolgreicher Konkurrenz zum „Sofia Rock“-Festival und zu „Spirit of Burgas“ (seit 2008) und ist zu einem erheblichen Wirtschaftsfaktor für die Kleinstadt Kawarna geworden.
Am 21. Juli 2005 spielten Deep Purple in Kawarna. Am 27. August 2005 hatte die deutsche Heavy-Metal-Band Accept ihren letzten Auftritt in Kawarna. Andere bekannte Musiker, die in Kawarna aufgetreten sind, waren die Scorpions, Axel Rudi Pell, Gamma Ray, Masterplan und Destruction.
2006 gab es weitere Konzerte mit Metal-Bands, Pop- und Dance-Musik. Im September trat der russisch-bulgarische Popstar Filipp Kirkorow in Kawarna auf. Bei den Konzerten vom 28. Juni bis 1. Juli 2007 traten Black Sabbath, John Lawton, Manowar, Motörhead, Robert Plant und Ronnie James Dio auf. Das Rockfestival 2008 fand im August statt, dabei trat unter anderem erneut Manowar auf – mit einem fünfstündigen Weltrekordversuch für das längste Heavy-Metal-Konzert. An den beiden darauffolgenden Tagen traten Alice Cooper, Slayer und In Flames mit ihren Konzerten auf. Beim Rockfestival 2009 vom 3. bis 5. Juli führte Mötley Crüe durch das Rockfestival, bei dem unter anderem die Scorpions, Blind Guardian und Dream Theater auftraten. Um den Sponsor des Festivals entsprechend zu würdigen, wurde das Rockfestival 2009 Kaliakra Harley-Davidson Rock Festival genannt.
2010 wurde in Kawarna ein Denkmal für Ronnie James Dio eingeweiht.

### Sehenswürdigkeiten
An der Stelle der niedergebrannten Klosterschule wurde ein Wohnhaus errichtet, das heute als Volkskundemuseum dient.
17 km östlich der Stadt liegt die archäologische Ausgrabungsstätte Jailata.